# Волфине (станція)
Волфине (до 1904 року — Новосілки) — колишня прикордонна пасажирська залізнична станція Конотопської дирекції Південно-Західної залізниці. Відстань до державного кордону з Росією від станції становила 2 км.
Була розміщена в однойменному селі Білопільському районі Сумської області. 
Розташовувалась між станціями Ворожба (19 км) та Глушково Московської залізниці ВАТ «РЖД», що знаходиться на території Російської Федерації.
На станції здійснювався прикордонний та митний контроль потягів. На станції діяв однойменний пункт пропуску. До 2014 року через станцію двічі на тиждень курсував пасажирський поїзд № 332/331 Вороніж—Київ. Станом на кінець лютого 2025 року будь-який пасажирський рух через станцію відсутній, колія у напрямку кордону та Ворожби демонтована. 

## Історія
Станцію було відкрито у листопаді 1868 року при будівництві Курсько-Київської залізниці. Мала назву Новосілки. Сучасна назва  з 1904 року.
У 1993 році станцію передано з Курського відділення Московської залізниці до Конотопського відділення Південно-Західної залізниці.
У 2024 році закрита разом з усією дільницею Ворожба — Волфине.